# Aleksandr Ptușko
Aleksandr Luchici Ptușko (rusă Алекса́ндр Луки́ч Пту́шко, n. 19 aprilie 1900, Luhansk - 6 martie 1973, Moscova) a fost un regizor rus, cunoscut în special pentru introducerea filmelor de animație în cinematografia rusească.

## Filmografie selectivă
Filme regizate:
- 1946 Flori de piatră (Каменный цветок)
- 1948 Trei întâlniri (Tri vstrechi / Три встречи)
- 1956 Balada voinicului (Илья Муромец / Ilia Muromeț)
- 1958 Sadko ( Садко / Sadko)
- 1959 Sampo (Сампо)
- 1961 Pânze purpurii (Алые паруса / Alye parusa)
- 1964 Skazka o poteryannom vremeni (Сказка о потерянном времени)
- 1967 Povestea țarului Saltan (Сказка о царе Салтане/Skazka o țare Saltane)
- 1972 Ruslan și Ludmila

## Legături externe
- Aleksandr Ptușko la Internet Movie Database